# Горихвістка білосмуга
Горихвістка білосмуга (Phoenicurus schisticeps) — вид горобцеподібних птахів родини мухоловкових (Muscicapidae). Мешкає в Гімалаях і на Тибетському нагір'ї.

## Опис

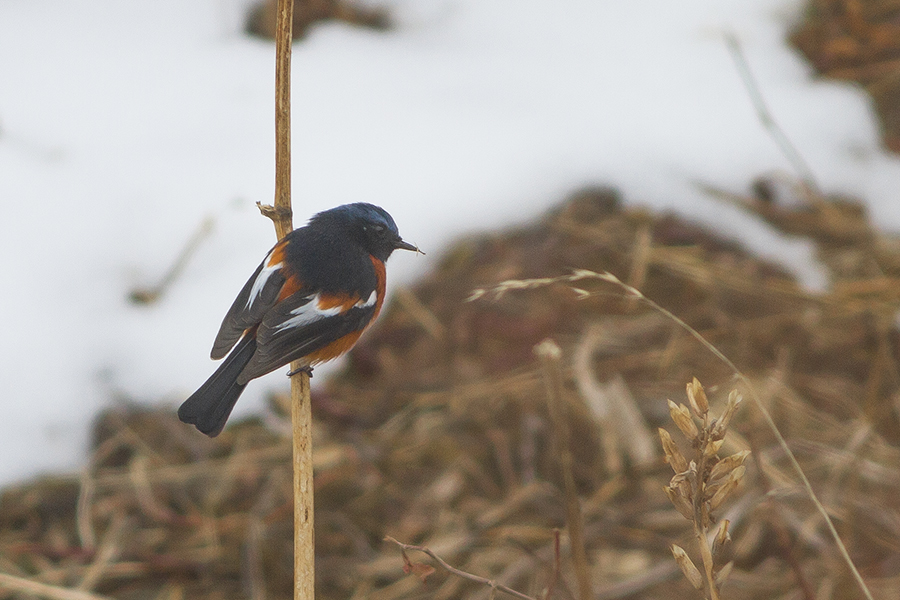
Білосмуга горихвістка

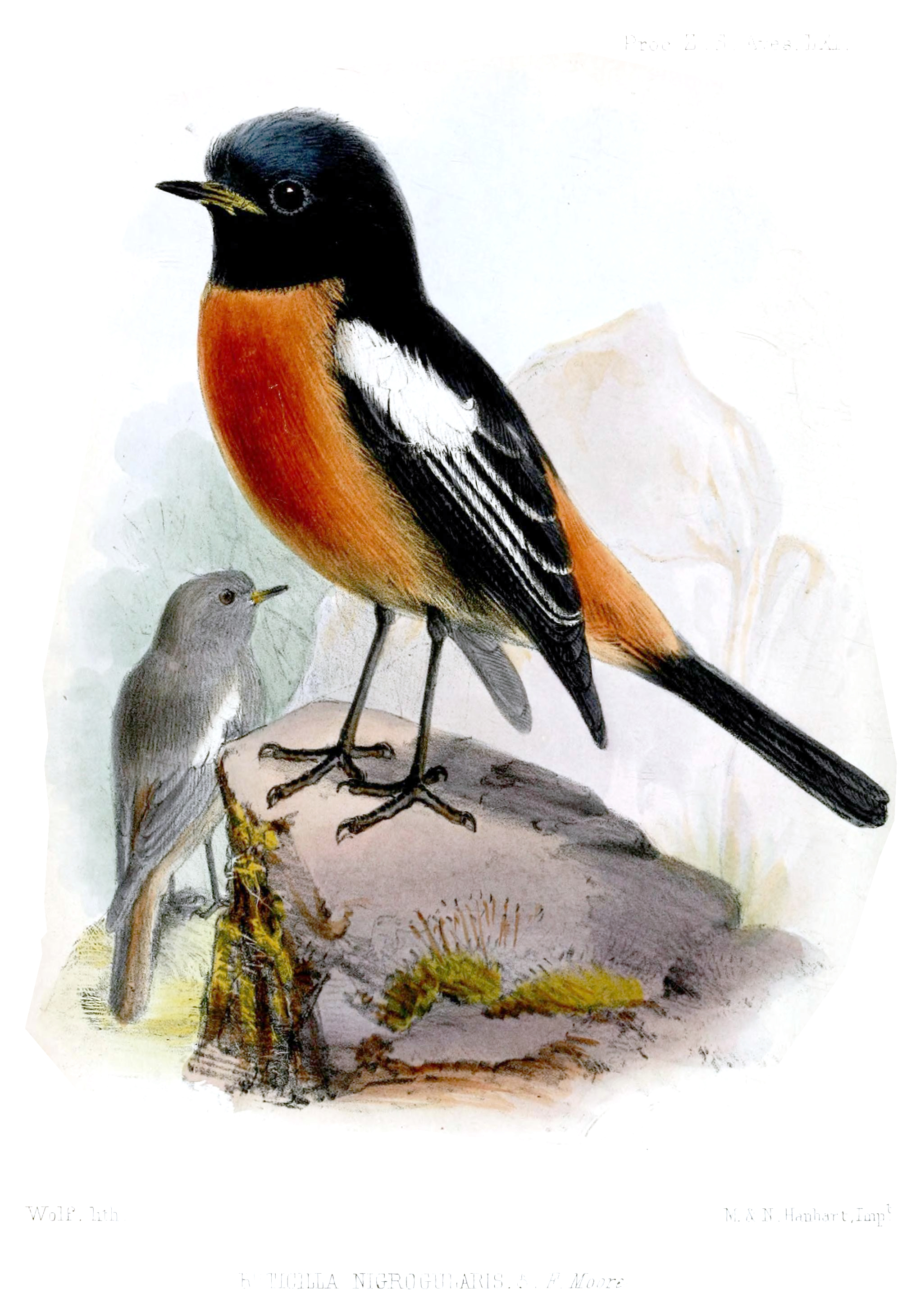
Білосмугі горихвістки

Довжина птаха становить 15 см. У самців верхня частина голови синя, верхня частина тіла іржаста, хвіст темний. Боки і крила чорні, груди іржасто-коричневі, живіт дещо блідіший. На горлі біла пляма трикутної форми, на крилах білі смуги. Самиці мають переважно коричневе забарвлення, нижня частина тіла у них світліша.

## Поширення і екологія
Білосмугі горихвістки мешкають в центральму і східому Непалі, Сіккімі, Бутані, Північно-Східній Індії (Аруначал-Прадеш), на півночі М'янми (Качин) і в Китаї (від східного Цинхаю, південного Ганьсу і південного заходу Шеньсі на південь до південного і південно-східного Тибету і північного Юньнаня). Вони живуть в гірських лісах і рідколіссях, у високогірних чагарникових заростях, на гірських луках та серед скель, на висоті від 2285 до 3250 м над рівнем моря, в Гімалаях влітку місцями на висоті до 2700 м над рівнем моря. Живляться комахами, насінням і ягодами, зокрема обліпихою і ягодами ялівця. В Тибеті сезон розмноження триває з травня по серпень. Гніздо чашоподібне, розміщується в дуплі дерева, в тріщині серед скель або в заглибині в земляному насипі, на висоті до 2 м над землею. В кладці 3 яйця.